# Риос Монтт, Хосе Эфраин
Хосе Эфраин Риос Монтт (исп. Jose Efrain Rios Montt; 16 июня 1926, Уэуэтенанго, Гватемала — 1 апреля 2018, Гватемала, Гватемала) — гватемальский военный, крайне правый политик и государственный деятель, бригадный генерал. Президент Гватемалы с 23 марта 1982 по 8 августа 1983 года. Активный участник гражданской войны, достигшей кульминации в период его правления. Руководитель армейских операций против левых повстанцев, организатор антикоммунистического крестьянского ополчения. После отстранения от власти остался активным политиком — основал правую партию Гватемальский республиканский фронт, баллотировался в президенты в 2003 году, был председателем парламента в 2000—2004 и депутатом до 2012 года. Привлечён к судебной ответственности за военные преступления. Является центральной фигурой политического движения, получившего название «риосмонттизм».

## Военная карьера
Родился в Уэуэтенанго, в многодетной семье разорившегося сельского торговца. С детства интересовался военной службой и религией. В 17-летнем возрасте поступил в школу военной полиции. Окончил Военную академию, получил звание офицера сухопутных войск. С марта по июль 1950 года проходил обучение по спецкурсу в Школе Америк. Участвовал в военном перевороте 1954 года — свержении президента Хакобо Арбенса.
Командовал пехотными подразделениями и оперативными округами гватемальской армии. В 1967—1972 годах руководил армейским оперативным управлением, с 1970 года возглавлял Военную академию. В 1973 году Эфраин Риос Монтт получил звание бригадного генерала и был назначен начальником Генерального штаба.
В мае 1973 года генерал Риос Монтт координировал жёсткое подавление аграрных протестов в Сансирисае (Халапа).

## Политические и религиозные взгляды

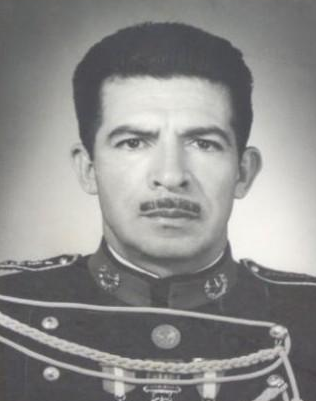
Риос Монтт в 1960 г.

Эфраин Риос Монтт отличался ультраправыми антикоммунистическими взглядами. Он считал недостаточно решительными действия военных правительств в гражданской войне против левого повстанческого движения. Риос Монтт настаивал на более масштабных армейских операциях, выступал за максимальное вовлечение в войну крестьянских масс. Ставка на крестьянство отличала Риоса Монтта от Марио Сандоваля Аларкона и его организаций — партии Движение национальное освобождение (MLN) и эскадронов Mano Blanca.
Генерал Риос Монтт баллотировался в президенты на выборах 1974 года. Его кандидатуру выдвинул левоцентристский Национальный оппозиционный фронт — коалиция христианских демократов, революционных демократов и социал-демократов. Парадоксальный альянс крайне правого генерала с левыми демократами объяснялся взаимной заинтересованностью: Риос Монтт нуждался в партийно-политической базе, левые оппозиционеры — в сильном харизматическом политике. Важную роль сыграли также популистские элементы в идеологии Риоса Монтта, его враждебнось к представителям традиционной военной и землевладельческой элиты.
По итогам выборов Риос Монтт уступил Кьелю Эухенио Лаугеруду Гарсиа. После этого до 1977 года служил военным атташе Гватемалы в Мадриде.
В 1978 году Эфраин Риос Монтт сменил религиозную конфессию, перейдя из католицизма в протестантскую Церковь слова (пятидесятники). Активно занимался прозелитической деятельностью. Установил тесные связи и дружеские отношения с американским евангелическим проповедником Джерри Фалуэллом, активистом новых правых США. Новая религиозная ориентация Риоса Монтта отразила его недовольство латиноамериканским католицизмом 1970-х, в котором заметным влиянием пользовалась левоориентированная теология освобождения.

## Во главе военного режима

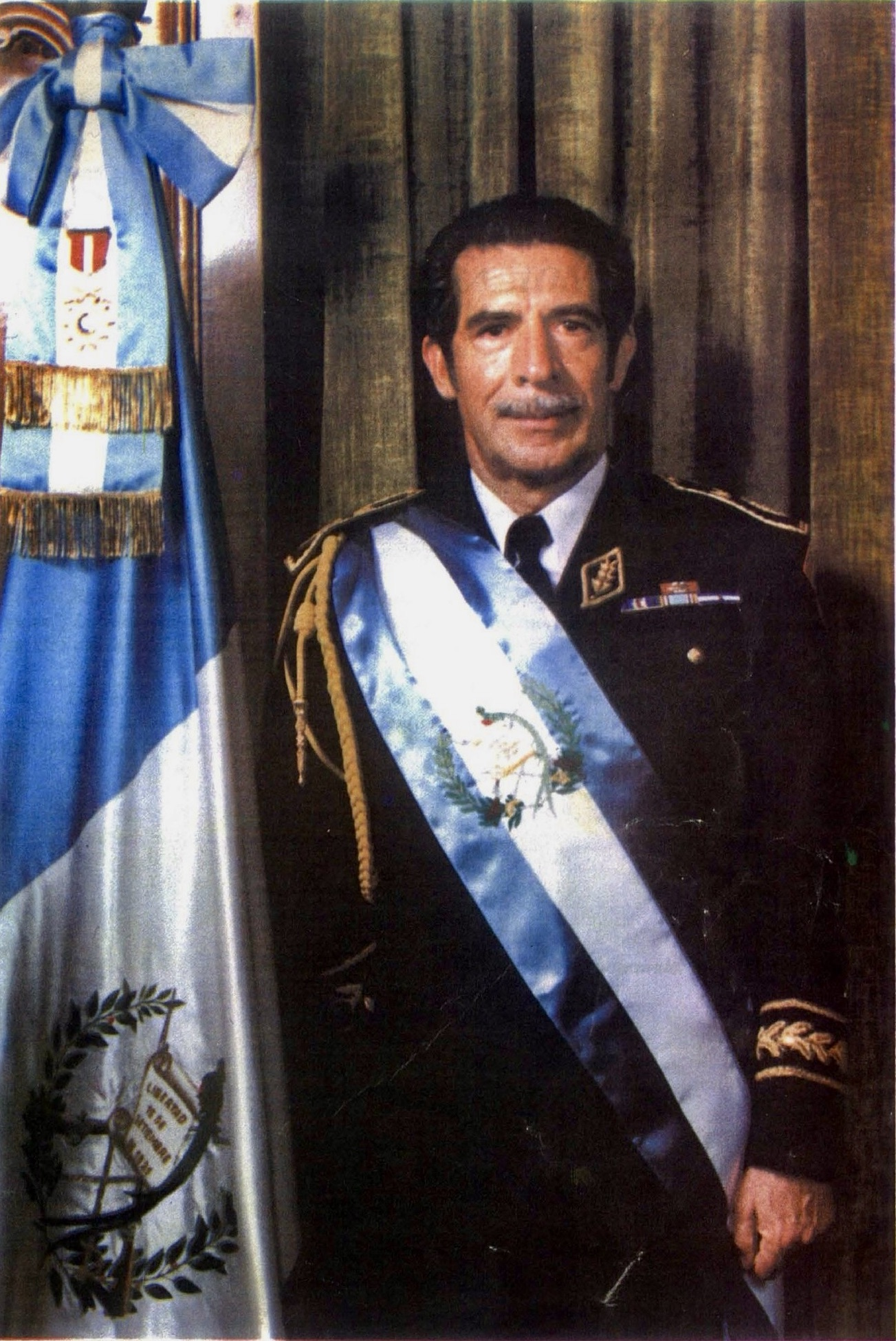
Официальный портрет президента Риоса Монтта

### Переворот «молодых»
23 марта 1982 года генерал Риос Монтт возглавил государственный переворот в Гватемале. Президент Ромео Лукас Гарсия был отстранён от власти, его план передачи полномочий генералу Анхелю Анибалю Геваре оказался сорван. В декларации военной хунты Риоса Монтта говорилось не только о подавлении коммунизма и левого повстанчества, но также о борьбе с коррупцией и возвращении Гватемалы на путь подлинной демократии. Зачитывал обращение активист MLN Лионель Сисниега Отеро (вскоре воссоздавший Партию антикоммунистического единства для поддержки нового режима). С 10 июня 1982 года Риос Монтт стал единоличным лидером страны после того, как полковники Гордильо Мартинес и Мальдонадо Схаад были вынуждены уйти в отставку.
Переворот Jovenes Oficiales — «Молодых офицеров» — первоначально был встречен с энтузиазмом. Появились даже надежды на смягчение репрессий. Однако Риос Монтт резко ужесточил политический режим.

### Эскалация гражданской войны
В первый же месяц его правления были «временно приостановлены» конституционные гарантии в деревне и учреждены суды, которые могли приговаривать к смерти всех, кого подозревали в симпатии к партизанам. С марта по июль 1982 года было убито 10 тысяч человек. Расширились армейские антипартизанские операции. В сельской местности повсеместно создавались Патрули гражданской самообороны, превращённые Риосом Монттом в массовую военно-политическую опору режима. Численность «патрулерос» достигла примерно миллиона человек, они активно участвовали в боях и репрессиях. Чрезвыйчайная жёсткость и массовость правительственных сил позволила нанести партизанам ряд поражений.
Президент Риос Монтт провозгласил «принцип боба и пули»: если ты с нами, мы тебя накормим, если против — убьём. По некоторым данным, с 1978 по 1983 год военные и «патрулерос» под руководством Риоса Монтта уничтожили более 200 тысяч мирных жителей (см. также статьи Гражданская война в Гватемале и Геноцид индейцев в Гватемале). По другим подсчётам, 150—200 тысяч человек погибли за весь период гражданской войны в Гватемале (1960—1996). Так или иначе, большинство экспертов сходятся в том, что менее чем на полтора года президентства Риоса Монтта приходится более половины жертв войны.

### Межконфессиональные конфликты
Еженедельно по воскресеньям президент вместе с женой Марией Тересой Соса Авила выступал с евангелическими телерадиопроповедями религиозного и морально-нравственного характера. Он заявлял, что христианин должен держать Библию в одной руке и автомат — в другой. Политизированная протестантская проповедь Риоса Монтта вызывала серьёзное недовольство в преимущественно католической Гватемале. Со своей стороны, президент-евангелист и его окружение воспринимали католическое вероисповедание как неполную политическую благонадёжность.
Представители католического епископата обвиняли президента в «страшном фанатизме» и насаждении «религиозной конфронтации». Видным политическим противником Эфраина Риоса Монтта стал его младший брат Марио Риос Монтт, католический священнослужитель, протестовавший против нарушений прав человека и вынужденный эмигрировать в Италию.
В марте 1983 года президент Риос Монтт демонстративно проигнорировал просьбу Папы Римского Иоанна Павла II помиловать шестерых оппозиционеров, приговорённых к смертной казни. Во время визита Папы в Гватемалу президент соблюдал уважительный этикет, но держался с подчёркнутой холодностью.

### Отстранение от власти
Во время правления Риоса Монтта было предпринято три попытки его свержения. 29 июня 1983 года он объявил военное положение и назначил выборы на июль 1984 года. Однако 8 августа 1983 года генерал Оскар Умберто Мехиа Викторес отстранил Риоса Монтта от власти в результате бескровного переворота.

## Идеологические особенности
В отличие от прежних консервативно-олигархических режимов, политика Риоса Монтта характеризовалась как ультраправый радикализм. Крайний антикоммунизм сочетался с популизмом, Риос Монтт позиционировался как представитель гватемальского крестьянства и выразитель его интересов. Немалую роль играла и его личная харизма.
Политический режим, идеология и движение, связанные с именем Эфраина Риоса Монтта, получили название «риосмонттизм». Эта система характеризуется как синтез авторитарного популизма, ультраправого антикоммунизма и христианского фундаментализма.

## Отношения с США
Как антикоммунист Риос Монтт пользовался поддержкой США. В декабре 1982 года Рональд Рейган заявил во время визита в Гватемалу:

Президент Риос Монтт — человек большой личной честности и обязательства… Я знаю, что он хочет улучшить качество жизни для всех гватемальцев и укрепить социальную справедливость.

В то же время, американская поддержка Риоса Монтта была весьма условной. Администрация Рейгана считала его «чересчур эксцентричной личностью» и не вполне надёжным партнёром в центральноамериканской политике — в частности, в борьбе против никарагуанского СФНО. В этом плане в пример гватемальским властям ставились президенты Гондураса Поликарпо Пас Гарсиа и Роберто Суасо Кордова. Поэтому США приветствовали переворот Оскара Мехиа и смещение Риоса Монтта в 1983 году.

## Политик и парламентарий. «Чёрный четверг»
Эфраин Риос Монтт сохранил заметную популярность в крестьянстве, прежде всего среди бывших «патрулерос» и членов их семей. Опираясь на их поддержку, он пытался баллотироваться в президенты. Эта среда составила электорат созданной им правой партии Гватемальский республиканский фронт (FRG). «Риосмонттизм» остаётся в Гватемале серьёзной общественно-политической силой.

Не имейте иллюзий. Настоящий хозяин в Гватемале — генерал Риос Монтт, который стремится консолидировать авторитарный проект.

Эктор Росада Гранадос, политик и эксперт по национальной безопасности, 2000 год

После возвращения к представительному правлению и окончания гражданской войны Риос Монтт пытался избраться на президентский пост. В 1990 году его кандидатуру отклонил Конституционный суд. В 1994 году Эфраин Риос Монтт был избран в парламент от FRG. В 2000—2004 годах он являлся председателем парламента. Наибольшей поддержкой Риос Монтт и его партия пользовались в сельских индейских районах, где в 1982—1983 шли самые ожесточённые бои и «патрулерос» развивали максимальную активность.
Судебные инстанции попытались заблокировать выдвижение Риоса Монтта на пост президента и в 2003 году, после чего он обратился по радио с призывом к своим сторонникам. 24 июля 2003 года в гватемальской столице произошли массовые беспорядки, устроенные активистами FRG. Эти события получили название Jueves negro — Чёрный четверг. Власти вынуждены были допустить Риоса Монтта к участию в президентских выборах. Он получил 19 % голосов, заняв третье место из одиннадцати кандидатов.
После «чёрного четверга» полиция предъявила Риосу Монтту, его дочери, внуку и племяннице, ещё нескольким видным деятелям FRG обвинения в организации беспорядков. Некоторым из них (в частности, внуку генерала) инкриминировались также расистские высказывания. Эти обвинения против Эфраина Риоса Монтта были впоследствии сняты.

## «Старый каудильо»

### Отход от политики
С 2008 по 2012 год Риос Монтт оставался депутатом от Республиканского фронта. По истечении срока полномочий он формально отошёл от дел. Председателем FRG в 2004—2011 годах являлась дочь генерала Сури Риос. Впоследствии она сменила партийную принадлежность, но полностью поддерживает своего отца и его политическую традицию.
Генерал Отто Перес Молина, избранный президентом Гватемалы в 2012 году, при правлении Риоса Монтта руководил военной разведкой. Он также придерживается правых взглядов, однако, участвовал в перевороте Мехиа Виктореса в 1983 году и не является политическим сторонником Риоса Монтта. В сентябре 2015 года Перес Молина был обвинён в коррупции, отстранён от должности и арестован.

### Преследование и защита
При левом правительстве Альваро Колома стали выдвигаться требования подвергнуть Риоса Монтта судебному преследованию. После истечения срока депутатских полномочий и утраты иммунитета в 2012 году — уже при правом правительстве Переса Молины — он был привлечён к суду по обвинениям в геноциде и военных преступлениях. Уголовное преследование Риоса Монтта по аналогичным обвинениям было возбуждено и в Испании. Сам Риос Монтт категорически отказался от признания вины, заявив, что «никогда не отдавал приказов об уничтожении целых этнических групп».
В 2013 году суд приговорил его к 80 годам лишения свободы (50 лет за геноцид, 30 лет за преступления против человечности). В ответ бывшие «патрулерос» и члены Ассоциации военных ветеранов Гватемалы (Avemilgua), пригрозили массовыми беспорядками в столице и возобновлением гражданской войны — «ради освобождения старого каудильо»:

Мы требуем освобождения или парализуем страну

Конституционный суд вынужден был отменить приговор.

### Возобновление процесса
Судебный процесс возобновился в январе 2015 года. Очередной политико-юридический конфликт вызвало требование прокуратуры госпитализировать обвиняемого в психиатрическую клинику для независимой экспертизы на вменяемость. Повод для этого создали доводы адвокатов о возрастных проблемах со здоровьем подзащитного. Защита и сторонники Риоса Монтта во главе с Сури Риос выступают с категорическими возражениями против помещения экс-президента в «одну из самых жестоких больниц Латинской Америки».

### Кончина
Эфраин Риос Монтт скончался в гватемальской столице на 92-м году жизни 1 апреля 2018 года. Причиной смерти стал сердечный приступ.

## Семья

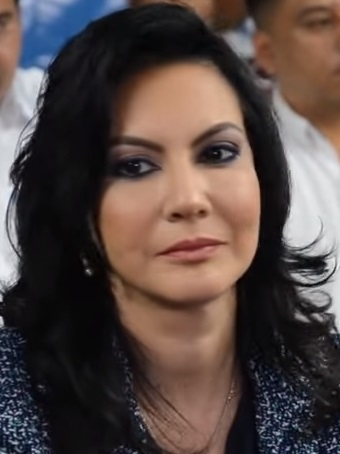
Сури Риос

Семейство Эфраина Риоса Монтта по статусу и влиянию сравнивают с «королевской династией».

Когда Эрмогенес Риос и Консуэла Монтт поднимали двенадцать своих детей, они не представляли, какую власть и могущество обретут их потомки.

Мария Тереса Соса Авила де Риос Монтт — жена Эфраина Риоса Монтта — происходила из семьи военных. В 1982—1983 годах она официально являлась первой леди Гватемалы.
Капитан Омеро Риос Соса — старший сын Эфраина Риоса Монтта — служил в гватемальской армии военным врачом, лично участвовал в антипартизанских операциях и погиб при крушении вертолёта во время боевого вылета 14 июля 1984 года.
Генерал Энрике Риос Соса — младший сын Эфраина Риоса Монтта — служил в системе министерства обороны, возглавлял Генеральный штаб, затем курировал армейские финансы. В марте 2015 года был осуждён по обвинению в растрате казённых средств.
Сури Риос Соса де Уэллер — дочь Эфраина Риоса Монтта — известный гватемальский политик правого направления, депутат парламента нескольких созывов. Специализировалась на проблематике здравоохранения и внешней политики. Замужем за американским конгрессменом Джерри Уэллером. Баллотируется в президенты Гватемалы на выборах 2015 и 2023 года. 
Марио Энрике Риос Монтт — брат Эфраина Риоса Монтта — католический священнослужитель, в 1987—2010 годах ауксилиарий и викарий архиепархии Гватемалы. В отличие от других членов семьи, являлся политическим противником генерала, но поддерживал с братом уважительные личные отношения.
Хильберто Риос Монтт — брат Эфраина Риоса Монтта — был советником МВД Гватемалы.
Леопольдо Риос Монтт — брат Эфраина Риоса Монтта — был советником министерства сельского хозяйства Гватемалы.
Хуан Пабло Риос — внук Эфраина Риоса Монтта — возглавляет крайне правую молодёжную организацию.
Хулио Лопес Вильяторо — шурин Сури Риос — возглавлял региональную администрацию Уэуэтенанго, малой родины Эфраина Риоса Монтта.
Сильные позиции в госаппарате, политике и бизнесе занимают и другие родственники Эфраина Риоса Монтта и Марии Тересы Соса.